# Retiro Campo Formoso
Retiro Campo Formoso é uma comunidade rural pertencente ao município de Muriaé, no estado de Minas Gerais, situada a 12 quilômetros da zona urbana.